# Alertichthys blacki
Alertichthys blacki is een  straalvinnige vissensoort uit de familie van congiopoden (Congiopodidae). De wetenschappelijke naam van de soort is voor het eerst geldig gepubliceerd in 1960 door Moreland.